# دهستان ناصری
دهستان ناصری نام دهستانی در بخش خنافره شهرستان شادگان، استان خوزستان در ایران است. براساس سرشماری مرکز آمار ایران در سال ۱۳۸۵، جمعیت آن ۸۸۶۲ نفر (۱۴۱۴ خانوار) بوده‌است.